# Tomás Pádraig Ághas
Tomás Pádraig Ághas, in inglese Thomas Patrick Ashe (Lispole, 12 gennaio 1885 – Dublino, 25 settembre 1917), è stato un attivista e politico irlandese.

## Biografia
Fu comandante del battaglione "Fingal" degli Irish Volunteers e combattente nella Rivolta di Pasqua del 1916. Morì dopo essere stato sottoposto ad alimentazione forzata dalle autorità carcerarie britanniche a seguito di uno sciopero della fame messo in atto per protestare contro i maltrattamenti cui erano sottoposti i detenuti repubblicani che si rifiutavano di aderire al regolamento carcerario.

## Curiosità
Tomás Ághas era parente di Catherine Ashe, la nonna paterna dell'attore americano Gregory Peck, che emigrò negli Stati Uniti nel XIX secolo.